# Mark E. Kelly
Mark Edward Kelly (ur. 21 lutego 1964 w Orange w stanie New Jersey) – senator Stanów Zjednoczonych, amerykański astronauta, pilot wojskowy, komandor United States Navy. Brat bliźniak astronauty – Scotta J. Kelly’ego oraz mąż byłej członkini Kongresu Stanów Zjednoczonych – Gabrielle Giffords.

## Wykształcenie i służba wojskowa
- 1982 – ukończył szkołę średnią (Mountain High School) w West Orange w stanie New Jersey.
- 1986 – ukończył z wyróżnieniem Amerykańską Akademię Marynarki Handlowej (United States Merchant Marine Academy), uzyskując licencjat z zakresu inżynierii morskiej i transportu morskiego. Po studiach wstąpił do Marynarki Wojennej.
- 1987 – po odbyciu szkolenia specjalistycznego otrzymał status pilota wojskowego lotnictwa morskiego (Naval Aviator). Został skierowany do służby w 128. eskadrze szturmowej (Attack Squadron 128), stacjonującej w bazie lotniczej marynarki Whidbey Island w stanie Waszyngton. Przeszedł tam szkolenie zasadnicze na samolocie A-6E Intruder. Później otrzymał przeniesienie do bazy w Atsugi w Japonii, z przydziałem do 115. eskadry szturmowej (Attack Squadron 115). Odbył dwie zmiany na lotniskowcu USS „Midway” operującym w rejonie Zatoki Perskiej. Uczestniczył w operacji „Pustynna Burza” (Desert Storm), wykonując 39 lotów bojowych. W czasie służby zdobył ponadto kwalifikacje oficera odpowiedzialnego za sprowadzanie samolotów na pokład lotniskowca (Landing Signals Officer).
- 1991–1993 – studiował w Podyplomowej Szkole Marynarki Wojennej (Naval Postgraduate School) w Monterey w Kalifornii, uzyskując magisterium w dziedzinie inżynierii lotniczej.
- Czerwiec 1994 – ukończył roczny kurs w Szkole Pilotów Doświadczalnych Marynarki Wojennej Stanów Zjednoczonych.
- 1994–1996 – służył jako pilot w doświadczalnej eskadrze samolotów szturmowych (Strike Aircraft Test Squadron), stacjonującej w bazie Patuxent River w stanie Maryland. Latał samolotami F/A-18 Hornet, A-6E Intruder i EA-6B Prowler. W 1996 – do momentu przyjęcia do korpusu astronautów NASA – był instruktorem w Szkole Pilotów Doświadczalnych Marynarki Wojennej, szkolił pilotów na samolotach: F/A-18 Hornet, T-38 Talon i T-2 Buckeye.
- 1 października 2011 – zakończył czynną służbę w US Navy. Swoją decyzję o przejściu w stan spoczynku uzasadnił koniecznością pomocy żonie w rehabilitacji po dokonanym zamachu na jej życie.

Jako pilot wylatał ponad 5000 godzin za sterami przeszło 50 typów samolotów.

## Kariera astronauty
- 1 maja 1996 – znalazł się w gronie siedemnastu kandydatów, których przyjęto podczas naboru do 16. grupy astronautów NASA. Został wybrany spośród blisko 2500 ochotników.
- 1998 – zakończył dwuletnie szkolenie podstawowe, uzyskując kwalifikacje pilota wahadłowca. Następnie został skierowany do działu informatycznego (Computer Support Branch) w Biurze Astronautów NASA. Później pełnił obowiązki oficera ds. bezpieczeństwa lotów odrzutowców T-38 oraz współpracował z działem projektów zaawansowanych (Advanced Programs Branch).
- Styczeń 2001 – został wyznaczony do udziału w misji STS-108 w charakterze pilota promu.
- 5–17 grudnia 2001 – uczestniczył w locie STS-108, pilotując wahadłowiec Endeavour.
- 2002 – pod koniec roku otrzymał przydział do załogi wyprawy STS-119, której start planowano na styczeń 2004. Po katastrofie wahadłowca Columbia plan lotów został gruntownie zmieniony i wspomnianą misję przeniesiono na późniejszy termin.
- Listopad 2003 – został przeniesiony do załogi misji STS-121.
- 4–17 lipca 2006 – uczestniczył w locie STS-121, pilotując wahadłowiec Discovery.
- 2007 – wyznaczono go na dowódcę misji STS-124.
- 31 maja – 14 czerwca 2008 – dowodził misją STS-124, realizowaną przez załogę promu Discovery.
- 11 sierpnia 2009 – został wyznaczony na dowódcę misji STS-134[1].
- 16 maja – 1 czerwca 2011 – dowodził misją STS-134, realizowaną przez załogę wahadłowca Endeavour.
- 21 czerwca 2011 – przekazał oficjalny komunikat, w którym ogłosił, iż kończy karierę astronauty i z dniem 1 października 2011 odchodzi z NASA[2]. Decyzję uzasadnił ww. koniecznością opieki nad żoną.

## Loty kosmiczne
STS-108 (Endeavour F-17)

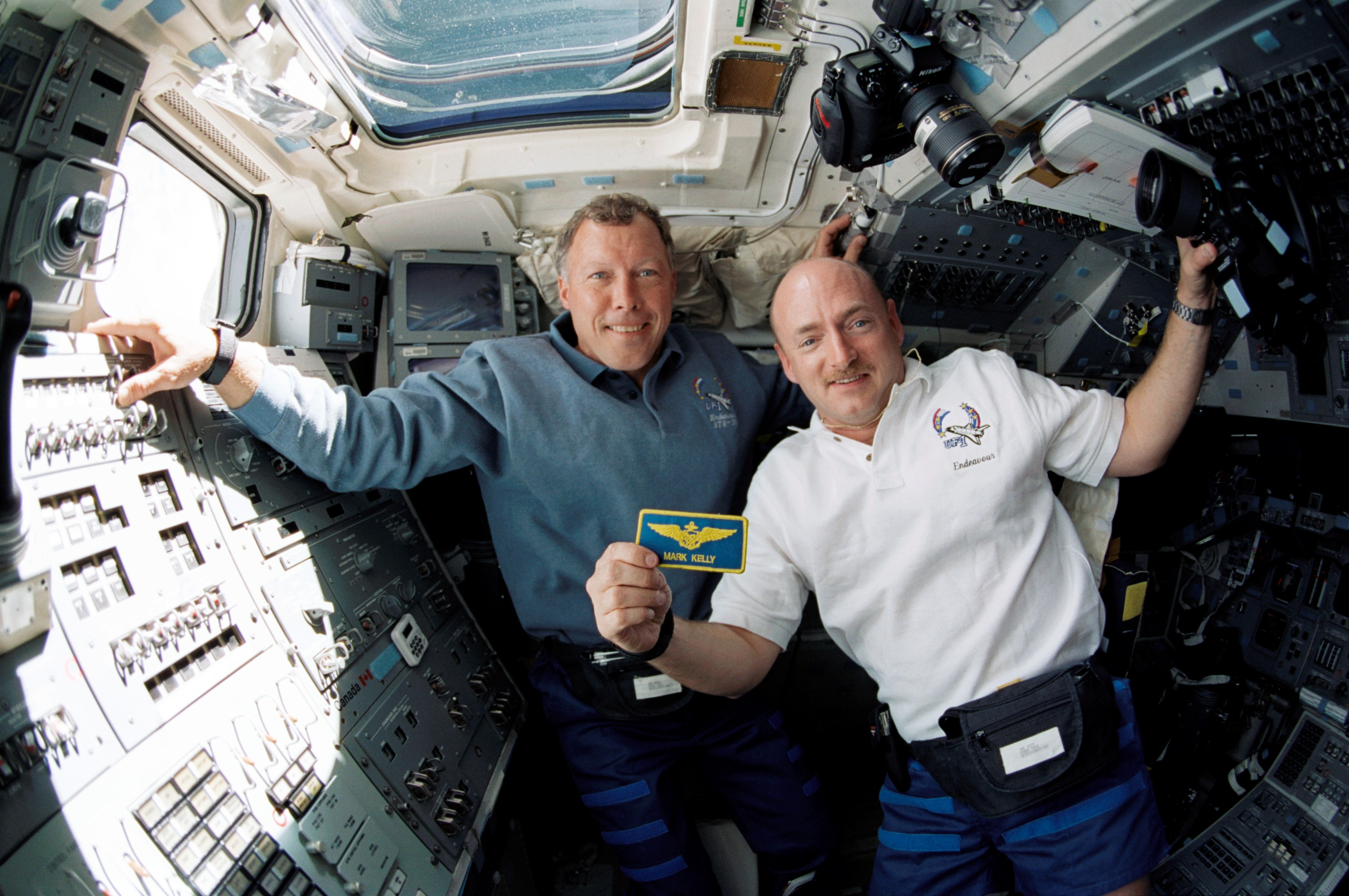
Misja STS-108 – Dominic L. Gorie i Mark Kelly w kabinie wahadłowca Endeavour

5 grudnia 2001 wystartował w kosmos w ramach misji STS-108. Był pilotem wahadłowca Endeavour, którego załogę tworzyli ponadto: Dominic L. Gorie (dowódca misji), Linda M. Godwin (specjalista misji – MS-1) i Daniel M. Tani (MS-2). Na pokładzie promu znajdowała się także czwarta stała załoga Międzynarodowej Stacji Kosmicznej (ISS): Jurij I. Onufrijenko (MS-3), Carl E. Walz (MS-4) i Daniel W. Bursch (MS-5). Celem lotu było dostarczenie zaopatrzenia dla stacji, przewożonego w nowym module Raffaello. 7 grudnia wahadłowiec połączył się z ISS. Po ponad dwóch godzinach jego załoga przeszła na pokład stacji. 8 grudnia rano astronauci wymienili fotele indywidualne oraz skafandry w statku kosmicznym Sojuz TM-33. W godzinach popołudniowych zaś przy wykorzystaniu ramienia RMS przyłączono moduł Raffaello do modułu Unity. 10 grudnia Linda Godwin i Daniel Tani przez ponad cztery godziny pracowali na zewnątrz stacji przy serwisowaniu baterii słonecznych. 13 grudnia Jurij Onufrijenko, dowódca Ekspedycji 4, przejął komendę nad ISS. Podczas misji dwukrotnie zwiększano wysokość orbity kompleksu. 14 grudnia moduł Raffaello powrócił do ładowni wahadłowca. Dzień później prom odcumował od stacji, zabierając na pokład członków trzeciej stałej załogi ISS: Franka L. Culbertsona (MS-3), Władimira N. Dieżurowa (MS-4) oraz Michaiła W. Tiurina (MS-5). Wahadłowiec jeszcze przez dwa dni pozostawał na orbicie okołoziemskiej. W tym czasie astronauci umieścili w przestrzeni kosmicznej satelitę STARSHINE-2. 17 grudnia 2001 prom Endeavour wylądował na Przylądku Canaveral.
STS-121 (Discovery F-32)
4 lipca 2006 po raz drugi wystartował w kosmos, tym razem jako członek wyprawy STS-108 – pilot wahadłowca Discovery, którego załogę tworzyli ponadto: Steven Lindsey (dowódca misji), Michael Fossum (specjalista misji – MS-1), Lisa Nowak (MS-2), Stephanie Wilson (MS-3) i Piers Sellers (MS-4). Na pokładzie promu znajdował się również astronauta niemiecki Thomas Reiter (MS-5), który następnie został członkiem trzynastej stałej załogi ISS.
Głównym celem misji było dostarczenie zaopatrzenia na Międzynarodową Stację Kosmiczną. Wahadłowiec połączył się z nią 6 lipca. Następnie astronauci przyłączyli do ISS moduł logistyczny Leonardo. Podczas pobytu na stacji przeprowadzono trzy wyjścia w otwartą przestrzeń kosmiczną, w czasie których symulowano testy naprawy poszycia orbitera, wymieniono kable sterujące i zasilające wózka MT, służącego do mocowania dźwigu potrzebnego do dalszej rozbudowy stacji. 15 lipca prom Discovery odłączył się od ISS i dwa dni później wylądował w Kennedy Space Center. Misja STS-121 była drugą wyprawą po katastrofie wahadłowca Columbia. Obie misje, traktowane jako testowe, określano jako „Return to Flight” („Powrót do lotów”).

## Kariera polityczna

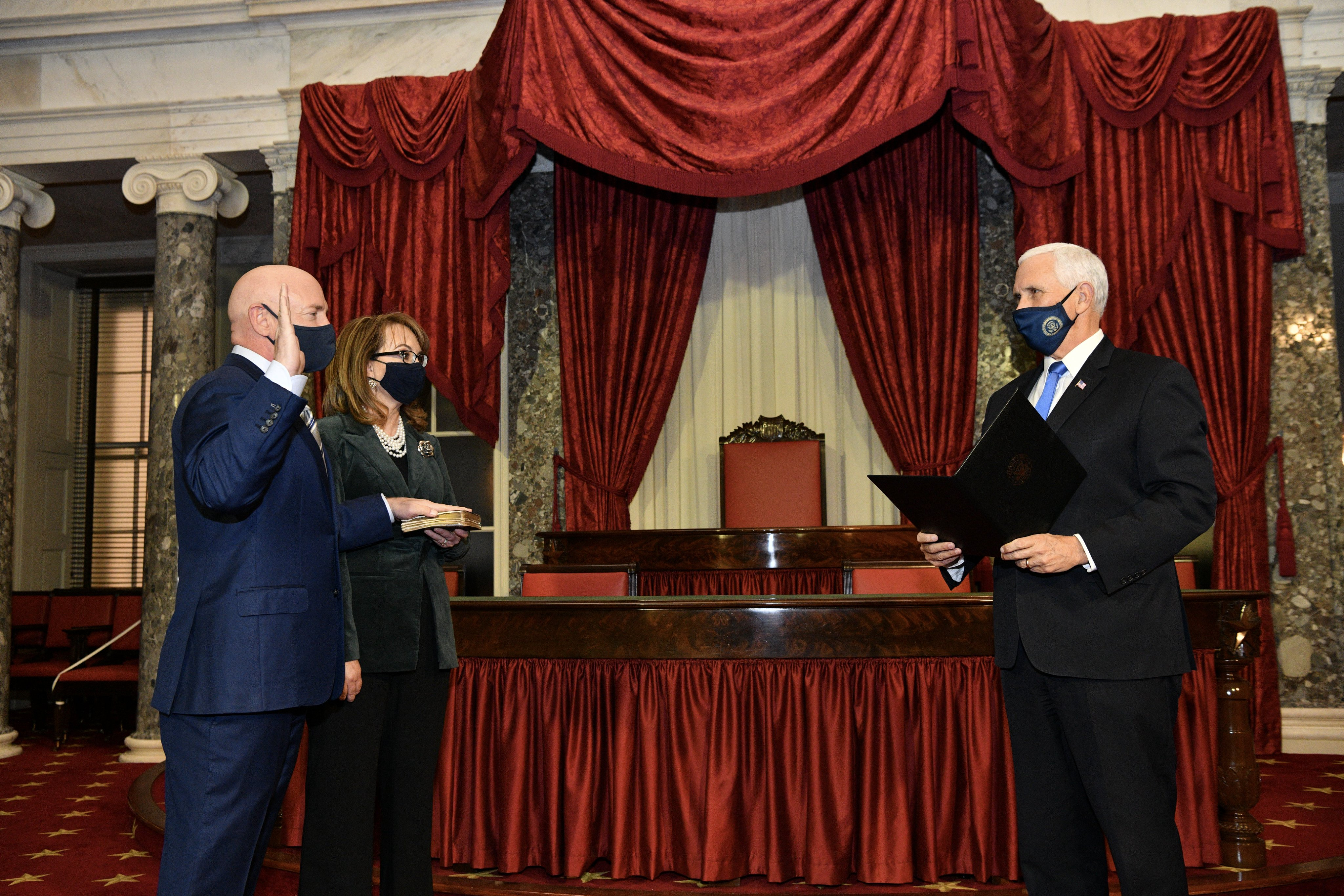
Zaprzysiężenie Kelly’ego na senatora Stanów Zjednoczonych

12 lutego 2019 Mark Kelly ogłosił swój start w wyborach do Senatu Stanów Zjednoczonych. Zdobył 665 620 (99,93%) głosów w prawyborach Partii Demokratycznej. Zwyciężył w przeprowadzonych 3 listopada wyborach – zdobył 1 716 467 (51,17%) głosów. 2 grudnia 2020 został zaprzysiężony na senatora
W wyborach do Senatu 8 listopada 2022 ponownie zwyciężył, uzyskując pierwszą pełną kadencję, pokonując republikanina Blake'a Mastersa. 

## Odznaczenia i nagrody
- Naval Aviator Badge
- Naval Pilot Astronaut Badge
- Defense Superior Service Medal – dwukrotnie
- Legia Zasługi
- Distinguished Flying Cross
- Medal Lotniczy z odznaką waleczności „V” – czterokrotnie
- Navy Commendation Medal z odznaką waleczności „V” – dwukrotnie
- Navy Achievement Medal
- Navy Unit Commendation – dwukrotnie
- National Defense Service Medal – dwukrotnie
- Navy Expeditionary Medal
- Southwest Asia Service Medal – dwukrotnie
- Navy Sea Service Deployment Ribbon – dwukrotnie
- Overseas Service Ribbon
- NASA Exceptional Service Medal
- NASA Space Flight Medal – czterokrotnie
- Medal Wyzwolenia Kuwejtu (Arabia Saudyjska)
- Medal Wyzwolenia Kuwejtu (Kuwejt)
- Universal Astronaut Insignia za lot orbitalny (nr 408) – Stowarzyszenie Uczestników Lotów Kosmicznych (Association of Space Explorers(inne języki))[8]

## Wykaz lotów
| Loty kosmiczne, w których uczestniczył Mark E. Kelly | Loty kosmiczne, w których uczestniczył Mark E. Kelly | Loty kosmiczne, w których uczestniczył Mark E. Kelly | Loty kosmiczne, w których uczestniczył Mark E. Kelly | Loty kosmiczne, w których uczestniczył Mark E. Kelly | Loty kosmiczne, w których uczestniczył Mark E. Kelly | Loty kosmiczne, w których uczestniczył Mark E. Kelly |
| Nr                                                   | Data startu                                          | Data lądowania                                       | Statek kosmiczny                                     | Statek kosmiczny                                     | Funkcja                                              | Czas trwania                                         |
| ---------------------------------------------------- | ---------------------------------------------------- | ---------------------------------------------------- | ---------------------------------------------------- | ---------------------------------------------------- | ---------------------------------------------------- | ---------------------------------------------------- |
| 1                                                    | 5 grudnia 2001                                       | 17 grudnia 2001                                      |                                                      | STS-108 Endeavour F-17                               | Pilot wahadłowca                                     | 11 dni 19 godzin 35 minut i 42 sekundy               |
| 2                                                    | 4 lipca 2006                                         | 17 lipca 2006                                        |                                                      | STS-121 Discovery F-32                               | Pilot wahadłowca                                     | 12 dni 18 godzin 36 minut i 48 sekund                |
| 3                                                    | 31 maja 2008                                         | 14 czerwca 2008                                      |                                                      | STS-124 Discovery F-35                               | Dowódca misji                                        | 13 dni 18 godzin 13 minut i 7 sekund                 |
| 4                                                    | 16 maja 2011                                         | 1 czerwca 2011                                       |                                                      | STS-134 Endeavour F-25                               | Dowódca misji                                        | 15 dni 17 godzin 38 minut i 23 sekundy               |
| Łącznie                                              | Łącznie                                              | Łącznie                                              | Łącznie                                              | Łącznie                                              | Łącznie                                              | 54 dni 2 godziny 3 minuty i 58 sekund                |